# Дафна Осборн
Дафна Осборн (англ. Daphne Osborne; 1930–2006) — британська вчена, ботанік. Вона проводила дослідження в галузі фізіології рослин протягом п'яти десятиліть, опублікувала понад двісті робіт, двадцять з яких у Nature. У некролозі в The Times описано її наукові досягнення як «легендарні»; у ботанічному товаристві Америки пояснюють її успіх "чудовим інтелектуальним стилем, у поєднанні із схильністю до проникливих експериментальних висновків".
Дафна Осборн зосередила свої дослідження на фітогормонах, біології насіння та репарації ДНК рослин. Найбільш відомим є її дослідження газу етилен, зокрема демонстрація того, що етилен є природним рослинним гормоном, і що він є основним регулятором старіння і опадання листя і плодів. Вона також створила концепцію клітини-мішені як моделі для розуміння дії рослинних гормонів. 

## Життєпис
Дафна Осборн народилася 7 березня  1930 року у Індії, де її батько був колоніальним адміністратором. Вона навчалася у школі The Perse School у Кембриджі. Ступінь бакалавра з хімії та магістра з ботаніки отримала у Лондонському Кінгс-коледжі. Ступінь PhD на тему регуляторів росту рослин отримала у Лондонському університеті. Її перша посада аспіранта була на кафедрі біології Каліфорнійського технологічного інституту, де вона працювала за програмою Фулбрайта.
Довший час вона працювала у Раді досліджень сільського господарства (ARC), яка згодом була перейменована на Раду досліджень сільського господарства та харчування (AFRC). У 1952-1970 роках працювала у відділі експериментальної агрономії ARC в Оксфордському університеті. Згодом вона зайняла посаду заступника директора нового відділу ботаніки розвитку ARC  у Кембриджському університеті. Під час свого перебування в Кембриджі вона стала першою жінкою-стипендіатом колледжу Черчілля а також була нуковим керівником першої жінки аспірантки коледжу. Після закриття підрозділу в 1978 році вона приєдналася до організації AFRC Weed Research Organization у містечку Бегброк, Оксфордшир, недалеко від Оксфорда, де працювала до його закриття у 1985 році, отримавши посаду заступника головного наукового керівника.
У 1985 році Осборн пішла у відставку з державної служби та стала запрошеним професором на кафедрі рослинництва Оксфордського університету, а також почесним науковим співробітником Британського Відкритого університету та коледжу Сомервілля у Оксфорді. У 1991 році вона перебралася у Оксфордський дослідницький відділ Відкритого університету в Фокскомб-Холлі, де працювала до своєї смерті в 2006 році. 
Осборн багато подорожувала протягом своєї кар'єри, обіймаючи короткострокові посади в Принстонському університеті та Каліфорнійському технологічному інституті в США, а також відвідала Аргентину, Австралію, Індію, Ізраїль, Малайзію, Нігерію та Південну Африку. Вона також займалася міжнародним співробітництвом, особливо з науковцями Китаю та України. У 1988 році вона організувала успішний міжнародний семінар НАТО у Турині.

Етилен, важливий фітогормон

## Наукові інтереси
Протягом усього життя Осборн цікавилася питаннями гормонального контролю росту, диференціації клітин та онтогенезу рослин. Особливо відома своїм дослідженням етилену, завдяки якому вона встановила, що цей газ є природним фітогормоном, а не побічним продуктом або забруднювачем, а також демонстрацією того, що етилен, а не абсцизова кислота, є основним регулятором старіння та опадання листя. Вона провела широке дослідження взаємодії між етиленом та ауксином (іншим ключовим гормоном рослин) у контролі багатьох аспектів розвитку рослин. Ця робота привела її до розвитку ідеї клітини-мішені як моделі того, як невелика кількість рослинних гормонів може спричиняти до появи багато різних ефектів, концепцію, яку вона виклала у своїй книзі 2005 року Hormones, Signals and Target Cells in Plant Development (співавтор Майкл Макманус).

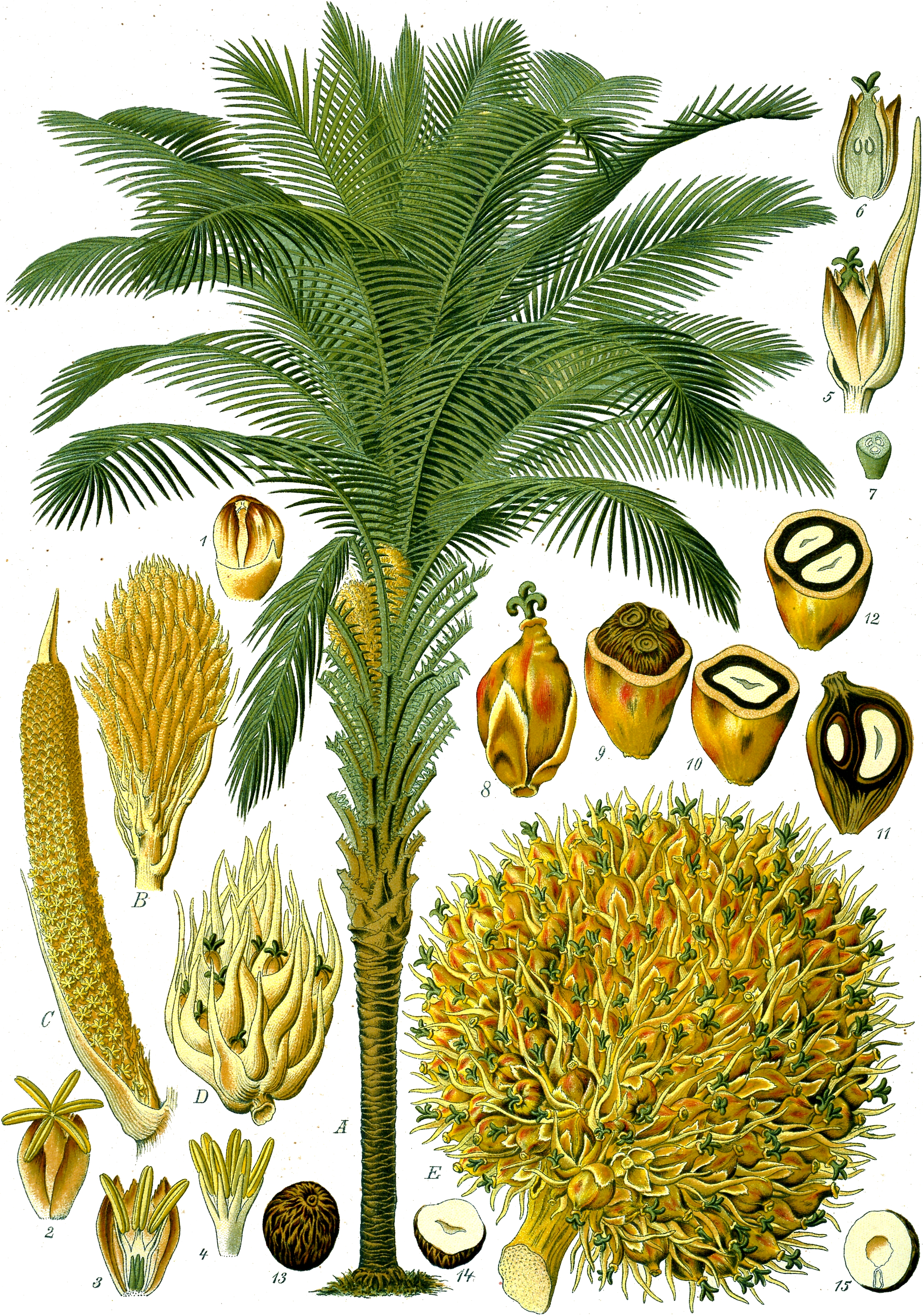
Олійна пальма

Іншим основним напрямком досліджень Осборн була біологія насіння. Як експерт зі старіння насіння та рослин та репарації ДНК, Осборн досліджувала вплив деградації ДНК, відновлення та довжини теломерів на життєздатність насіння. У 1970-х роках вона була однією з перших, хто спробував виділити нуклеїнову кислоту із стародавнього насіння, виявивши, що лише дуже короткі фрагменти можна було виділити із зерен з єгипетських гробниць. Серед її останніх дослідницьких проектів було дослідження впливу радіоактивних опадів на відновлення ДНК у насінні та пилку після вибуху ядерного реактора на Чорнобильській АЕС.
Осборн вивчала величезну різноманітність видів рослин, від водних печіночниць до комерційно важливої олійної пальми. Інші теми досліджень включали ауксини, гербіциди; стан спокою у бульб картоплі; регулювання росту водних та напівводних рослин; зв'язування ультраструктури рослини з фізіологією та біохімією; біосинтез білків та синтез РНК у рослинах. Також вона активно цікавилася космічною біологією, розробляла проєкт для Спейслеб, що вивчав роль гравітації у розвитку трави, та працювала протягом десятиліття у Британському національному комітеті з космічних досліджень Лондонського королівського товариства.
Вона також досліджувала вплив рослинних гормонів на комах, показавши, що статева зрілість у пустельної сарани регулюється гіберелінами, тому вживання в їжу висохлої рослинності з низьким вмістом гіберелінів може запобігти розвитку комах, які стають статевозрілими протягом сухого сезону.

## Нагороди та почесті
Осборн була удостоєна звання почесного професора Київського національного університету на знак визнання її досліджень Чорнобильської катастрофи, а також почесної наукової стипендії коледжу Сомервіль, Оксфорд. Вона отримала почесні докторські звання від Британського Відкритого університету та Університету Наталь, Південна Африка. У 1983 році вона була нагороджена Меморіальною золотою медаллю Сіркара за дослідження в галузі фізіології Університету Калькутти. У 1996 році її обрали членом-кореспондентом Ботанічного товариства Америки. У січні 2008 року на її честь вийшов пам'ятний випуск журналу Annals of Botany.

## Основні публікації

### Книги
- Osborne DJ, McManus MT. Hormones, Signals and Target Cells in Plant Development (Developmental and Cell Biology Series no. 41) (Cambridge University Press; 2005) (ISBN 0-521-33076-9)

### Статті
- Boubriak II, et al. (2008) Adaptation and impairment of DNA repair function in pollen of Betula verrucosa and seeds of Oenothera biennis from differently radionuclide-contaminated sites of Chernobyl. Annals of Botany 101: 267–276 (pdf)
- Osborne, D. J. (1984). Concepts of target cells in plant differentiation. Cell Differentiation. 14 (3): 161—169. doi:10.1016/0045-6039(84)90042-3. PMID 6488320.
- Cheah KSE, Osborne DJ. (1978) DNA lesions occur with loss of viability in embryos of aging rye seed. Nature 272: 593–599 (abstract)
- Osborne DJ, Wright M. (1978) Gravity induced cell elongation. Proceedings of the Royal Society of London B 199: 551–564
- Knee M, Sargent JA, Osborne DJ. (1977) Cell wall metabolism in developing strawberry fruits. Journal of Experimental Botany 28: 377–396 (abstract)
- Osborne DJ, Jackson MB, Milborrow BV. (1972) Physiological properties of an abscission accelerator from senescent leaves. Nature New Biology 240: 98–101
- Jackson MB, Osborne DJ. (1970) Ethylene, the natural regulator of leaf abscission. Nature 225: 1019–1022 (abstract)
- Ridge I, Osborne DJ. (1970) Hydroxyproline and peroxidases in cell walls of Pisum sativum: regulation by ethylene. Journal of Experimental Botany 21: 843–856 (abstract)
- Horton RF, Osborne DJ. (1967) Senescence, abscission and cellulase activity in Phaseolus vulgaris. Nature 214: 1086–1088 (abstract)
- Ellis PE, Carlisle DB, Osborne DJ. (1965) Desert locusts: sexual maturation delayed by feeding on senescent vegetation. Science 149: 546–547 (abstract (with link to pdf))
- Fletcher RA, Osborne DJ. (1965) Regulation of protein and nucleic acid synthesis by gibberellin during leaf senescence. Nature 207: 1176–1177
- Osborne DJ, Hallaway HM. (1964) The auxin, 2-4-dichlorophenoxyacetic acid as a regulator of protein synthesis and senescence in detached leaves of Prunus. New Phytologist 63: 334–347
- Osborne DJ. (1962) Effect of kinetin on protein & nucleic acid metabolism in Xanthium leaves during senescence. Plant Physiology 37: 595–602
- Osborne DJ. (1955) Acceleration of abscission by factors in senescent leaves. Nature 176: 1161–1163